# Mistrzostwa Europy w Piłce Nożnej 2000 (składy)
Artykuł grupuje składy wszystkich reprezentacji narodowych w piłce nożnej, które wystąpią podczas mistrzostw Europy 2000 we Belgii i Holandii od 10 czerwca do 2 lipca 2000 roku. Selekcjonerzy wszystkich 16 reprezentacji biorących udział w turnieju do 1 czerwca 2000 roku do godz. 23:59 musieli zarejestrować 22-osobowy skład.
- Przynależność klubowa na koniec sezonu 1999/2000.
- Liczba występów i goli podana do dnia rozpoczęcia mistrzostw.
- Zawodnicy oznaczeni symbolem  to kapitanowie reprezentacji.
- Legenda:
Pozycje na boisku:
BR – bramkarz
OB – obrońca
PM – pomocnik
NA – napastnik

## Grupa A

### Anglia
Trener:  Kevin Keegan (ur. 14 lutego 1951)
16 maja 2000 roku został ogłoszony 28-osobowy skład. 30 maja Ray Parlour i Jamie Redknapp zostali wykluczeni z powodu kontuzji kolana, natomiast 1 czerwca 2000 roku – w dniu ogłoszenia ostatecznego składu Andy Cole został wykluczony z powodu kontuzji palca. 1 czerwca 2000 roku został ogłoszony ostateczny skład, w którym zostali pominięci Kieron Dyer, Rio Ferdinand oraz David James.
| Nr. | Pozycja | Piłkarz          | Data urodzenia            | Mecze | Gole | Klub              |
| --- | ------- | ---------------- | ------------------------- | ----- | ---- | ----------------- |
| 1   | BR      | David Seaman     | 19 września 1963(dts)     | 57    | 0    | Arsenal Londyn    |
| 2   | OB      | Gary Neville     | 18 lutego 1975(dts)       | 38    | 0    | Manchester United |
| 3   | OB      | Phil Neville     | 21 stycznia 1977(dts)     | 25    | 0    | Manchester United |
| 4   | OB      | Sol Campbell     | 18 września 1974(dts)     | 32    | 0    | Tottenham Hotspur |
| 5   | OB      | Tony Adams       | 10 października 1966(dts) | 62    | 5    | Arsenal Londyn    |
| 6   | OB      | Martin Keown     | 24 lipca 1966(dts)        | 30    | 2    | Arsenal Londyn    |
| 7   | PO      | David Beckham    | 2 maja 1975(dts)          | 30    | 1    | Manchester United |
| 8   | PO      | Paul Scholes     | 16 listopada 1974(dts)    | 22    | 9    | Manchester United |
| 9   | NA      | Alan Shearer     | 13 sierpnia 1970(dts)     | 60    | 28   | Newcastle United  |
| 10  | NA      | Michael Owen     | 14 grudnia 1979(dts)      | 19    | 6    | FC Liverpool      |
| 11  | PO      | Steve McManaman  | 11 lutego 1972(dts)       | 27    | 1    | Real Madryt       |
| 12  | OB      | Gareth Southgate | 3 września 1970(dts)      | 35    | 2    | Aston Villa       |
| 13  | BR      | Nigel Martyn     | 11 sierpnia 1966(dts)     | 11    | 0    | Leeds United      |
| 14  | PO      | Paul Ince        | 21 października 1967(dts) | 50    | 2    | FC Middlesbrough  |
| 15  | OB      | Gareth Barry     | 23 lutego 1981(dts)       | 2     | 0    | Aston Villa       |
| 16  | PO      | Steven Gerrard   | 30 maja 1980(dts)         | 1     | 0    | FC Liverpool      |
| 17  | PO      | Dennis Wise      | 16 grudnia 1966(dts)      | 16    | 1    | Chelsea Londyn    |
| 18  | PO      | Nick Barmby      | 11 lutego 1974(dts)       | 13    | 3    | Everton Liverpool |
| 19  | NA      | Emile Heskey     | 11 stycznia 1978(dts)     | 7     | 1    | FC Liverpool      |
| 20  | NA      | Kevin Phillips   | 25 lipca 1973(dts)        | 5     | 0    | AFC Sunderland    |
| 21  | NA      | Robbie Fowler    | 9 kwietnia 1975(dts)      | 14    | 3    | FC Liverpool      |
| 22  | BR      | Richard Wright   | 5 listopada 1977(dts)     | 1     | 0    | Ipswich Town      |

### Niemcy
Trener:  Erich Ribbeck (ur. 13 czerwca 1937)
Ulf Kirsten w latach 1985–1990 grał w reprezentacji NRD (49 meczów/14 goli).
| Nr. | Pozycja | Piłkarz           | Data urodzenia            | Mecze | Gole | Klub                |
| --- | ------- | ----------------- | ------------------------- | ----- | ---- | ------------------- |
| 1   | BR      | Oliver Kahn       | 15 czerwca 1969(dts)      | 24    | 0    | Bayern Monachium    |
| 2   | OB      | Markus Babbel     | 8 września 1972(dts)      | 49    | 1    | Bayern Monachium    |
| 3   | OB      | Marko Rehmer      | 29 kwietnia 1972(dts)     | 11    | 1    | Hertha Berlin       |
| 4   | OB      | Thomas Linke      | 26 grudnia 1969(dts)      | 15    | 0    | Bayern Monachium    |
| 5   | PO      | Marco Bode        | 23 lipca 1969(dts)        | 20    | 5    | Werder Brema        |
| 6   | OB      | Jens Nowotny      | 11 stycznia 1974(dts)     | 19    | 0    | Bayer Leverkusen    |
| 7   | PO      | Mehmet Scholl     | 16 października 1970(dts) | 26    | 4    | Bayern Monachium    |
| 8   | PO      | Thomas Häßler     | 30 maja 1966(dts)         | 99    | 11   | TSV 1860 Monachium  |
| 9   | NA      | Ulf Kirsten       | 4 grudnia 1965(dts)       | 49    | 2    | Bayer Leverkusen    |
| 10  | OB      | Lothar Matthäus   | 21 marca 1961(dts)        | 147   | 23   | New York MetroStars |
| 11  | NA      | Paulo Rink        | 21 lutego 1973(dts)       | 8     | 0    | Bayer Leverkusen    |
| 12  | BR      | Jens Lehmann      | 10 listopada 1969(dts)    | 12    | 0    | Borussia Dortmund   |
| 13  | PO      | Michael Ballack   | 26 września 1976(dts)     | 6     | 0    | Bayer Leverkusen    |
| 14  | PO      | Dietmar Hamann    | 27 sierpnia 1973(dts)     | 24    | 2    | FC Liverpool        |
| 15  | PO      | Dariusz Wosz      | 8 czerwca 1969(dts)       | 15    | 1    | Hertha Berlin       |
| 16  | PO      | Jens Jeremies     | 5 marca 1974(dts)         | 23    | 1    | Bayern Monachium    |
| 17  | OB      | Christian Ziege   | 1 lutego 1972(dts)        | 50    | 8    | FC Middlesbrough    |
| 18  | PO      | Sebastian Deisler | 5 stycznia 1980(dts)      | 2     | 0    | Hertha Berlin       |
| 19  | NA      | Carsten Jancker   | 28 sierpnia 1974(dts)     | 7     | 3    | Bayern Monachium    |
| 20  | NA      | Oliver Bierhoff   | 1 maja 1968(dts)          | 49    | 30   | AC Milan            |
| 21  | PO      | Carsten Ramelow   | 20 marca 1974(dts)        | 9     | 0    | Bayer Leverkusen    |
| 22  | BR      | Hans-Jörg Butt    | 28 maja 1974(dts)         | 1     | 0    | Hamburger SV        |

### Portugalia
Trener:  Humberto Coelho (ur. 20 kwietnia 1950)
| Nr. | Pozycja | Piłkarz           | Data urodzenia            | Mecze | Gole | Klub                |
| --- | ------- | ----------------- | ------------------------- | ----- | ---- | ------------------- |
| 1   | BR      | Vítor Baía        | 15 października 1969(dts) | 70    | 0    | FC Porto            |
| 2   | OB      | Jorge Costa       | 14 października 1971(dts) | 27    | 0    | FC Porto            |
| 3   | OB      | Rui Jorge         | 27 marca 1973(dts)        | 5     | 0    | Sporting Lizbona    |
| 4   | PO      | José Luís Vidigal | 15 marca 1973(dts)        | 3     | 0    | Sporting Lizbona    |
| 5   | OB      | Fernando Couto    | 2 sierpnia 1969(dts)      | 63    | 6    | Lazio Rzym          |
| 6   | PO      | Paulo Sousa       | 30 sierpnia 1970(dts)     | 44    | 0    | AC Parma            |
| 7   | PO      | Luís Figo         | 4 listopada 1972(dts)     | 61    | 14   | FC Barcelona        |
| 8   | NA      | João Pinto        | 19 sierpnia 1971(dts)     | 58    | 18   | Bez klubu           |
| 9   | NA      | Ricardo Sá Pinto  | 10 października 1972(dts) | 37    | 8    | Real Sociedad       |
| 10  | PO      | Rui Costa         | 29 marca 1972(dts)        | 52    | 18   | ACF Fiorentina      |
| 11  | PO      | Sérgio Conceição  | 15 listopada 1974(dts)    | 24    | 2    | Lazio Rzym          |
| 12  | BR      | Pedro Espinha     | 25 września 1965(dts)     | 4     | 0    | Vitória Guimarães   |
| 13  | OB      | Dimas             | 16 lutego 1969(dts)       | 35    | 0    | Standard Liège      |
| 14  | OB      | Abel Xavier       | 30 listopada 1972(dts)    | 13    | 2    | Everton Liverpool   |
| 15  | PO      | Costinha          | 1 grudnia 1974(dts)       | 3     | 0    | AS Monaco           |
| 16  | OB      | Beto              | 2 maja 1976(dts)          | 6     | 0    | Sporting Lizbona    |
| 17  | PO      | Paulo Bento       | 20 czerwca 1969(dts)      | 22    | 0    | Real Oviedo         |
| 18  | NA      | Pauleta           | 28 kwietnia 1973(dts)     | 14    | 3    | Deportivo La Coruña |
| 19  | PO      | Capucho           | 21 lutego 1972(dts)       | 14    | 2    | FC Porto            |
| 20  | OB      | Carlos Secretário | 12 maja 1970(dts)         | 30    | 1    | FC Porto            |
| 21  | NA      | Nuno Gomes        | 5 lipca 1976(dts)         | 12    | 0    | Benfica Lizbona     |
| 22  | BR      | Quim              | 13 listopada 1975(dts)    | 2     | 0    | SC Braga            |

### Rumunia
Trener:  Emerich Jenei (ur. 22 marca 1937)
| Nr. | Pozycja | Piłkarz            | Data urodzenia            | Mecze | Gole | Klub                  |
| --- | ------- | ------------------ | ------------------------- | ----- | ---- | --------------------- |
| 1   | BR      | Bogdan Lobonț      | 18 stycznia 1978(dts)     | 10    | 0    | Ajax Amsterdam        |
| 2   | OB      | Dan Petrescu       | 22 grudnia 1967(dts)      | 89    | 12   | Chelsea Londyn        |
| 3   | OB      | Liviu Ciobotariu   | 26 marca 1971(dts)        | 23    | 2    | Standard Liège        |
| 4   | OB      | Iulian Filipescu   | 29 marca 1974(dts)        | 34    | 1    | Real Betis Sewilla    |
| 5   | PO      | Constantin Gâlcă   | 8 marca 1972(dts)         | 54    | 4    | Espanyol Barcelona    |
| 6   | OB      | Gheorghe Popescu   | 9 października 1967(dts)  | 98    | 15   | Galatasaray Stambuł   |
| 7   | NA      | Adrian Mutu        | 8 stycznia 1979(dts)      | 4     | 1    | Inter Mediolan        |
| 8   | PO      | Dorinel Munteanu   | 25 czerwca 1968(dts)      | 86    | 10   | VfL Wolfsburg         |
| 9   | NA      | Viorel Moldovan    | 8 lipca 1972(dts)         | 48    | 20   | FC Nantes             |
| 10  | PO      | Gheorghe Hagi      | 5 lutego 1965(dts)        | 121   | 35   | Galatasaray Stambuł   |
| 11  | NA      | Adrian Ilie        | 20 kwietnia 1974(dts)     | 34    | 10   | CF Valencia           |
| 12  | BR      | Bogdan Stelea      | 5 grudnia 1967(dts)       | 64    | 0    | UD Salamanca          |
| 13  | OB      | Cristian Chivu     | 26 października 1980(dts) | 4     | 0    | Ajax Amsterdam        |
| 14  | PO      | Florentin Petre    | 15 stycznia 1976(dts)     | 18    | 2    | Dinamo Bukareszt      |
| 15  | PO      | Ioan Lupescu       | 9 grudnia 1968(dts)       | 71    | 6    | Dinamo Bukareszt      |
| 16  | NA      | Laurențiu Roșu     | 26 października 1975(dts) | 14    | 3    | Steaua București      |
| 17  | OB      | Miodrag Belodedici | 20 maja 1964(dts)         | 50    | 5    | Steaua București      |
| 18  | NA      | Ionel Ganea        | 10 sierpnia 1973(dts)     | 13    | 7    | VfB Stuttgart         |
| 19  | PO      | Erik Lincar        | 16 października 1978(dts) | 3     | 0    | Steaua București      |
| 20  | PO      | Cătălin Hîldan     | 3 lutego 1976(dts)        | 8     | 1    | Dinamo Bukareszt      |
| 21  | BR      | Florin Prunea      | 8 sierpnia 1968(dts)      | 38    | 0    | Universitatea Krajowa |
| 22  | OB      | Cosmin Contra      | 15 grudnia 1975(dts)      | 12    | 0    | Deportivo Alavés      |

## Grupa B

### Belgia
Trener:  Robert Waseige (ur. 26 sierpnia 1939)
| Nr. | Pozycja | Piłkarz             | Data urodzenia            | Mecze | Gole | Klub                  |
| --- | ------- | ------------------- | ------------------------- | ----- | ---- | --------------------- |
| 1   | BR      | Filip De Wilde      | 5 lipca 1964(dts)         | 30    | 0    | Anderlecht Bruksela   |
| 2   | OB      | Eric Deflandre      | 2 sierpnia 1973(dts)      | 21    | 0    | Club Brugge           |
| 3   | OB      | Joos Valgaeren      | 3 marca 1976(dts)         | 4     | 0    | Roda Kerkrade         |
| 4   | OB      | Lorenzo Staelens    | 30 kwietnia 1964(dts)     | 67    | 8    | Anderlecht Bruksela   |
| 5   | OB      | Philippe Clement    | 22 marca 1974(dts)        | 11    | 0    | Club Brugge           |
| 6   | PO      | Yves Vanderhaeghe   | 30 stycznia 1970(dts)     | 12    | 0    | Excelsior Mouscron    |
| 7   | PO      | Marc Wilmots        | 22 lutego 1969(dts)       | 47    | 18   | Schalke Gelsenkirchen |
| 8   | PO      | Bart Goor           | 9 kwietnia 1973(dts)      | 16    | 2    | Anderlecht Bruksela   |
| 9   | NA      | Émile Mpenza        | 4 lipca 1978(dts)         | 24    | 7    | Schalke Gelsenkirchen |
| 10  | NA      | Branko Strupar      | 9 lutego 1970(dts)        | 8     | 5    | Derby County          |
| 11  | NA      | Gert Verheyen       | 20 września 1970(dts)     | 28    | 5    | Club Brugge           |
| 12  | BR      | Geert De Vlieger    | 16 października 1971(dts) | 7     | 0    | Willem II Tilburg     |
| 13  | BR      | Frédéric Herpoel    | 16 sierpnia 1974(dts)     | 1     | 0    | KAA Gent              |
| 14  | PO      | Johan Walem         | 1 lutego 1972(dts)        | 20    | 0    | AC Parma              |
| 15  | OB      | Jacky Peeters       | 13 grudnia 1969(dts)      | 5     | 0    | Arminia Bielefeld     |
| 16  | NA      | Luc Nilis           | 25 maja 1967(dts)         | 53    | 10   | PSV Eindhoven         |
| 17  | OB      | Philippe Léonard    | 12 lutego 1974(dts)       | 17    | 0    | AS Monaco             |
| 18  | OB      | Nico Van Kerckhoven | 14 grudnia 1970(dts)      | 23    | 2    | Schalke Gelsenkirchen |
| 19  | OB      | Eric Van Meir       | 28 lutego 1968(dts)       | 17    | 1    | SK Lierse             |
| 20  | NA      | Gilles De Bilde     | 9 czerwca 1971(dts)       | 23    | 2    | Sheffield Wednesday   |
| 21  | NA      | Mbo Mpenza          | 4 grudnia 1976(dts)       | 18    | 0    | Sporting Lizbona      |
| 22  | PO      | Marc Hendrikx       | 2 lipca 1974(dts)         | 8     | 0    | KRC Genk              |

### Włochy
Trener:  Dino Zoff (ur. 28 lutego 1942)
18 maja 2000 roku został ogłoszony 26-osobowy skład. 24 maja 2000 roku Christian Vieri został wykluczony z powodu kontuzji. Bramkarz AC Parmy – Gianluigi Buffon, który znajdował się w ostatecznym składzie, doznał złamanej ręki w starciu z Johnem Carew podczas meczu towarzyskiego z reprezentacją Norwegii (0:1), rozegranego 3 czerwca 2000 roku w Oslo, w związku z czym został zastąpiony przez bramkarza AC Milanu – Christiana Abbiatiego.
| Nr. | Pozycja | Piłkarz              | Data urodzenia        | Mecze | Gole | Klub           |
| --- | ------- | -------------------- | --------------------- | ----- | ---- | -------------- |
| 1   | BR      | Christian Abbiati    | 8 lipca 1977(dts)     | 0     | 0    | AC Milan       |
| 2   | OB      | Ciro Ferrara         | 11 lutego 1967(dts)   | 48    | 0    | Juventus Turyn |
| 3   | OB      | Paolo Maldini        | 26 czerwca 1968(dts)  | 105   | 7    | AC Milan       |
| 4   | PO      | Demetrio Albertini   | 23 sierpnia 1971(dts) | 67    | 3    | AC Milan       |
| 5   | OB      | Fabio Cannavaro      | 13 września 1973(dts) | 35    | 0    | AC Parma       |
| 6   | OB      | Paolo Negro          | 16 kwietnia 1972(dts) | 7     | 0    | Lazio Rzym     |
| 7   | PO      | Angelo Di Livio      | 26 lipca 1966(dts)    | 27    | 0    | ACF Fiorentina |
| 8   | PO      | Antonio Conte        | 31 lipca 1969(dts)    | 17    | 1    | Juventus Turyn |
| 9   | NA      | Filippo Inzaghi      | 9 sierpnia 1973(dts)  | 21    | 6    | Juventus Turyn |
| 10  | NA      | Alessandro Del Piero | 9 listopada 1974(dts) | 30    | 11   | Juventus Turyn |
| 11  | OB      | Gianluca Pessotto    | 11 sierpnia 1970(dts) | 15    | 0    | Juventus Turyn |
| 12  | BR      | Francesco Toldo      | 2 grudnia 1971(dts)   | 8     | 0    | ACF Fiorentina |
| 13  | OB      | Alessandro Nesta     | 19 marca 1976(dts)    | 25    | 0    | Lazio Rzym     |
| 14  | PO      | Luigi Di Biagio      | 3 czerwca 1971(dts)   | 15    | 1    | Inter Mediolan |
| 15  | OB      | Mark Iuliano         | 12 sierpnia 1973(dts) | 5     | 1    | Juventus Turyn |
| 16  | PO      | Massimo Ambrosini    | 29 maja 1977(dts)     | 5     | 0    | AC Milan       |
| 17  | PO      | Gianluca Zambrotta   | 19 lutego 1977(dts)   | 6     | 0    | Juventus Turyn |
| 18  | PO      | Stefano Fiore        | 17 kwietnia 1975(dts) | 4     | 0    | Udinese Calcio |
| 19  | NA      | Vincenzo Montella    | 18 czerwca 1974(dts)  | 4     | 0    | AS Roma        |
| 20  | NA      | Francesco Totti      | 27 września 1976(dts) | 13    | 1    | AS Roma        |
| 21  | NA      | Marco Delvecchio     | 7 kwietnia 1973(dts)  | 4     | 0    | AS Roma        |
| 22  | BR      | Francesco Antonioli  | 14 września 1969(dts) | 0     | 0    | AS Roma        |

### Szwecja
Trenerzy:  Lars Lagerbäck (ur. 16 lutego 1948) i  Tommy Söderberg (ur. 19 sierpnia 1948)
| Nr. | Pozycja | Piłkarz              | Data urodzenia            | Mecze | Gole | Klub                |
| --- | ------- | -------------------- | ------------------------- | ----- | ---- | ------------------- |
| 1   | BR      | Magnus Hedman        | 19 marca 1973(dts)        | 23    | 0    | Coventry City       |
| 2   | OB      | Roland Nilsson       | 27 listopada 1963(dts)    | 111   | 2    | Helsingborgs IF     |
| 3   | OB      | Patrik Andersson     | 18 sierpnia 1971(dts)     | 77    | 2    | Bayern Monachium    |
| 4   | OB      | Joachim Björklund    | 15 marca 1971(dts)        | 72    | 0    | CF Valencia         |
| 5   | OB      | Teddy Lučić          | 15 kwietnia 1973(dts)     | 29    | 0    | AIK Solna           |
| 6   | OB      | Gary Sundgren        | 25 października 1967(dts) | 29    | 1    | Real Saragossa      |
| 7   | PO      | Håkan Mild           | 14 czerwca 1971(dts)      | 59    | 6    | IFK Göteborg        |
| 8   | OB      | Tomas Antonelius     | 7 maja 1973(dts)          | 4     | 0    | Coventry City       |
| 9   | PO      | Fredrik Ljungberg    | 16 kwietnia 1977(dts)     | 14    | 2    | Arsenal Londyn      |
| 10  | NA      | Jörgen Pettersson    | 29 maja 1975(dts)         | 24    | 7    | FC Kaiserslautern   |
| 11  | PO      | Niclas Alexandersson | 29 grudnia 1971(dts)      | 42    | 5    | Sheffield Wednesday |
| 12  | BR      | Magnus Kihlstedt     | 29 lutego 1972(dts)       | 6     | 0    | SK Brann            |
| 13  | PO      | Magnus Svensson      | 10 marca 1969(dts)        | 12    | 0    | Brøndby IF          |
| 14  | OB      | Olof Mellberg        | 3 września 1977(dts)      | 4     | 0    | Racing Santander    |
| 15  | PO      | Daniel Andersson     | 28 sierpnia 1977(dts)     | 20    | 0    | AS Bari             |
| 16  | PO      | Anders Andersson     | 15 marca 1974(dts)        | 14    | 2    | Aalborg BK          |
| 17  | PO      | Johan Mjällby        | 9 lutego 1971(dts)        | 19    | 2    | Celtic Glasgow      |
| 18  | NA      | Yksel Osmanovski     | 24 lutego 1977(dts)       | 6     | 2    | AS Bari             |
| 19  | NA      | Kennet Andersson     | 6 października 1967(dts)  | 76    | 31   | FC Bologna          |
| 20  | NA      | Henrik Larsson       | 20 września 1971(dts)     | 47    | 10   | Celtic Glasgow      |
| 21  | NA      | Marcus Allbäck       | 5 lipca 1973(dts)         | 4     | 1    | Örgryte IS          |
| 22  | BR      | Mattias Asper        | 20 marca 1974(dts)        | 2     | 0    | AIK Solna           |

### Turcja
Trener:  Mustafa Denizli (ur. 10 listopada 1949)
| Nr. | Pozycja | Piłkarz           | Data urodzenia            | Mecze | Gole | Klub                |
| --- | ------- | ----------------- | ------------------------- | ----- | ---- | ------------------- |
| 1   | BR      | Rüştü Reçber      | 10 maja 1973(dts)         | 42    | 0    | Fenerbahçe SK       |
| 2   | PO      | Tayfur Havutçu    | 23 kwietnia 1970(dts)     | 22    | 5    | Beşiktaş Stambuł    |
| 3   | OB      | Ogün Temizkanoğlu | 6 października 1969(dts)  | 60    | 5    | Fenerbahçe SK       |
| 4   | OB      | Fatih Akyel       | 26 grudnia 1977(dts)      | 14    | 0    | Galatasaray Stambuł |
| 5   | OB      | Alpay Özalan      | 29 maja 1973(dts)         | 45    | 1    | Fenerbahçe SK       |
| 6   | NA      | Arif Erdem        | 2 stycznia 1972(dts)      | 34    | 0    | Galatasaray Stambuł |
| 7   | PO      | Okan Buruk        | 19 października 1973(dts) | 10    | 0    | Galatasaray Stambuł |
| 8   | PO      | Tugay Kerimoğlu   | 24 sierpnia 1970(dts)     | 56    | 2    | Glasgow Rangers     |
| 9   | NA      | Hakan Şükür       | 1 września 1971(dts)      | 52    | 26   | Galatasaray Stambuł |
| 10  | PO      | Sergen Yalçın     | 5 października 1972(dts)  | 30    | 5    | Galatasaray Stambuł |
| 11  | PO      | Tayfun Korkut     | 2 kwietnia 1974(dts)      | 23    | 0    | Fenerbahçe SK       |
| 12  | BR      | Ömer Çatkıç       | 15 października 1974(dts) | 0     | 0    | Gaziantepspor       |
| 13  | OB      | Osman Özköylü     | 26 sierpnia 1971(dts)     | 11    | 0    | Trabzonspor         |
| 14  | PO      | Suat Kaya         | 26 sierpnia 1967(dts)     | 7     | 1    | Galatasaray Stambuł |
| 15  | PO      | Muzzy İzzet       | 31 października 1974(dts) | 0     | 0    | Leicester City      |
| 16  | OB      | Ergün Penbe       | 17 maja 1972(dts)         | 4     | 0    | Galatasaray Stambuł |
| 17  | NA      | Oktay Derelioğlu  | 17 grudnia 1975(dts)      | 12    | 8    | Gaziantepspor       |
| 18  | PO      | Ayhan Akman       | 23 lutego 1977(dts)       | 6     | 0    | Beşiktaş Stambuł    |
| 19  | PO      | Abdullah Ercan    | 8 grudnia 1971(dts)       | 52    | 0    | Fenerbahçe SK       |
| 20  | OB      | Hakan Ünsal       | 14 maja 1973(dts)         | 13    | 0    | Galatasaray Stambuł |
| 21  | BR      | Fevzi Tuncay      | 14 września 1977(dts)     | 1     | 0    | Beşiktaş Stambuł    |
| 22  | PO      | Ümit Davala       | 30 lipca 1973(dts)        | 7     | 0    | Galatasaray Stambuł |

## Grupa C

### Jugosławia
Trener:  Vujadin Boškov (ur. 9 maja 1931)
| Nr. | Pozycja | Piłkarz              | Data urodzenia            | Mecze | Gole | Klub                 |
| --- | ------- | -------------------- | ------------------------- | ----- | ---- | -------------------- |
| 1   | BR      | Milorad Korać        | 10 marca 1969(dts)        | 0     | 0    | FK Obilić            |
| 2   | OB      | Ivan Dudić           | 13 lutego 1977(dts)       | 3     | 0    | Red Star Belgrad     |
| 3   | OB      | Goran Đorović        | 11 listopada 1971(dts)    | 42    | 0    | Celta Vigo           |
| 4   | PO      | Slaviša Jokanović    | 16 sierpnia 1968(dts)     | 52    | 8    | Deportivo La Coruña  |
| 5   | OB      | Miroslav Đukić       | 19 lutego 1966(dts)       | 37    | 1    | CF Valencia          |
| 6   | PO      | Dejan Stanković      | 11 września 1978(dts)     | 20    | 6    | Lazio Rzym           |
| 7   | PO      | Vladimir Jugović     | 30 sierpnia 1969(dts)     | 35    | 3    | Inter Mediolan       |
| 8   | NA      | Predrag Mijatović    | 19 stycznia 1969(dts)     | 49    | 22   | ACF Fiorentina       |
| 9   | NA      | Savo Milošević       | 2 września 1973(dts)      | 47    | 20   | Real Saragossa       |
| 10  | PO      | Dragan Stojković     | 3 marca 1965(dts)         | 78    | 15   | Nagoya Grampus Eight |
| 11  | OB      | Siniša Mihajlović    | 20 lutego 1969(dts)       | 44    | 6    | Lazio Rzym           |
| 12  | BR      | Željko Cicović       | 2 września 1970(dts)      | 4     | 0    | UD Las Palmas        |
| 13  | OB      | Slobodan Komljenović | 2 stycznia 1971(dts)      | 19    | 2    | FC Kaiserslautern    |
| 14  | OB      | Niša Saveljić        | 27 marca 1970(dts)        | 29    | 1    | Girondins Bordeaux   |
| 15  | OB      | Goran Bunjevčević    | 17 lutego 1973(dts)       | 6     | 0    | Red Star Belgrad     |
| 16  | PO      | Dejan Govedarica     | 2 października 1969(dts)  | 26    | 1    | RKC Waalwijk         |
| 17  | PO      | Ljubinko Drulović    | 11 września 1968(dts)     | 27    | 2    | FC Porto             |
| 18  | NA      | Darko Kovačević      | 18 listopada 1973(dts)    | 37    | 6    | Juventus Turyn       |
| 19  | PO      | Jovan Stanković      | 4 marca 1971(dts)         | 8     | 0    | Real Mallorca        |
| 20  | NA      | Mateja Kežman        | 12 kwietnia 1979(dts)     | 3     | 1    | Partizan Belgrad     |
| 21  | PO      | Albert Nađ           | 29 października 1974(dts) | 33    | 3    | Real Oviedo          |
| 22  | BR      | Ivica Kralj          | 26 marca 1973(dts)        | 33    | 0    | PSV Eindhoven        |

### Norwegia
Trener:  Nils Johan Semb (ur. 24 lutego 1959)
| Nr. | Pozycja | Piłkarz             | Data urodzenia            | Mecze | Gole | Klub                |
| --- | ------- | ------------------- | ------------------------- | ----- | ---- | ------------------- |
| 1   | BR      | Thomas Myhre        | 16 października 1973(dts) | 10    | 0    | Everton Liverpool   |
| 2   | OB      | André Bergdølmo     | 13 października 1971(dts) | 24    | 0    | Rosenborg Trondheim |
| 3   | OB      | Bjørn Otto Bragstad | 5 stycznia 1971(dts)      | 11    | 0    | Rosenborg Trondheim |
| 4   | OB      | Henning Berg        | 1 września 1969(dts)      | 71    | 8    | Manchester United   |
| 5   | OB      | Trond Andersen      | 6 stycznia 1975(dts)      | 8     | 0    | FC Wimbledon        |
| 6   | PO      | Roar Strand         | 2 lutego 1970(dts)        | 24    | 4    | Rosenborg Trondheim |
| 7   | PO      | Erik Mykland        | 21 lipca 1971(dts)        | 72    | 2    | Panathinaikos Ateny |
| 8   | PO      | Ståle Solbakken     | 27 lutego 1968(dts)       | 57    | 9    | Aalborg BK          |
| 9   | NA      | Tore André Flo      | 15 czerwca 1973(dts)      | 48    | 21   | Chelsea Londyn      |
| 10  | PO      | Kjetil Rekdal       | 6 listopada 1968(dts)     | 83    | 17   | Vålerenga Oslo      |
| 11  | PO      | Bent Skammelsrud    | 18 maja 1966(dts)         | 35    | 6    | Rosenborg Trondheim |
| 12  | BR      | Frode Olsen         | 12 października 1967(dts) | 14    | 0    | FC Sevilla          |
| 13  | BR      | Morten Bakke        | 16 grudnia 1968(dts)      | 1     | 0    | Molde FK            |
| 14  | OB      | Vegard Heggem       | 13 lipca 1975(dts)        | 18    | 1    | FC Liverpool        |
| 15  | OB      | John Arne Riise     | 24 września 1980(dts)     | 6     | 1    | AS Monaco           |
| 16  | OB      | Dan Eggen           | 13 stycznia 1970(dts)     | 18    | 2    | Deportivo Alavés    |
| 17  | NA      | John Carew          | 5 września 1979(dts)      | 13    | 3    | Rosenborg Trondheim |
| 18  | NA      | Steffen Iversen     | 10 listopada 1976(dts)    | 15    | 5    | Tottenham Hotspur   |
| 19  | PO      | Eirik Bakke         | 13 września 1977(dts)     | 5     | 0    | Leeds United        |
| 20  | NA      | Ole Gunnar Solskjær | 26 lutego 1973(dts)       | 31    | 14   | Manchester United   |
| 21  | OB      | Vidar Riseth        | 21 kwietnia 1972(dts)     | 26    | 2    | Celtic Glasgow      |
| 22  | OB      | Stig Inge Bjørnebye | 11 grudnia 1969(dts)      | 71    | 1    | FC Liverpool        |

### Słowenia
Trener:  Srečko Katanec (ur. 16 lipca 1963)
| Nr. | Pozycja | Piłkarz          | Data urodzenia            | Mecze | Gole | Klub              |
| --- | ------- | ---------------- | ------------------------- | ----- | ---- | ----------------- |
| 1   | BR      | Marko Simeunovič | 6 grudnia 1967(dts)       | 25    | 0    | NK Maribor        |
| 2   | OB      | Spasoje Bulajič  | 24 listopada 1975(dts)    | 8     | 1    | FC Köln           |
| 3   | OB      | Željko Milinovič | 12 października 1969(dts) | 16    | 1    | LASK Linz         |
| 4   | OB      | Darko Milanič    | 18 grudnia 1967(dts)      | 40    | 0    | Sturm Graz        |
| 5   | OB      | Marinko Galič    | 22 kwietnia 1970(dts)     | 47    | 0    | NK Maribor        |
| 6   | OB      | Aleksander Knavs | 5 grudnia 1975(dts)       | 21    | 1    | Tirol Innsbruck   |
| 7   | PO      | Džoni Novak      | 4 września 1969(dts)      | 47    | 2    | CS Sedan          |
| 8   | PO      | Aleš Čeh         | 7 kwietnia 1968(dts)      | 49    | 1    | Grazer AK         |
| 9   | NA      | Sašo Udovič      | 13 grudnia 1968(dts)      | 36    | 15   | LASK Linz         |
| 10  | PO      | Zlatko Zahovič   | 1 lutego 1971(dts)        | 46    | 22   | Olympiakos Pireus |
| 11  | PO      | Miran Pavlin     | 8 października 1971(dts)  | 23    | 2    | Karlsruher SC     |
| 12  | BR      | Mladen Dabanovič | 13 września 1971(dts)     | 11    | 0    | KSC Lokeren       |
| 13  | NA      | Mladen Rudonja   | 26 lipca 1971(dts)        | 36    | 0    | Sint-Truiden      |
| 14  | PO      | Saša Gajser      | 11 lutego 1974(dts)       | 6     | 1    | KAA Gent          |
| 15  | PO      | Rudi Istenič     | 10 stycznia 1971(dts)     | 17    | 0    | KFC Uerdingen     |
| 16  | PO      | Anton Žlogar     | 24 listopada 1977(dts)    | 1     | 0    | NK Gorica         |
| 17  | NA      | Ermin Šiljak     | 11 maja 1973(dts)         | 19    | 4    | FC Servette       |
| 18  | PO      | Milenko Ačimovič | 15 lutego 1977(dts)       | 20    | 5    | Red Star Belgrad  |
| 19  | OB      | Amir Karič       | 31 grudnia 1973(dts)      | 24    | 1    | NK Maribor        |
| 20  | NA      | Milan Osterc     | 4 lipca 1975(dts)         | 20    | 5    | Olimpija Lublana  |
| 21  | PO      | Zoran Pavlovič   | 27 czerwca 1976(dts)      | 4     | 0    | Dinamo Zagrzeb    |
| 22  | BR      | Dejan Nemec      | 1 marca 1977(dts)         | 0     | 0    | NK Mura           |

### Hiszpania
Trener:  José Antonio Camacho (ur. 8 czerwca 1955)
| Nr. | Pozycja | Piłkarz             | Data urodzenia            | Mecze | Gole | Klub                |
| --- | ------- | ------------------- | ------------------------- | ----- | ---- | ------------------- |
| 1   | BR      | Santiago Cañizares  | 18 grudnia 1969(dts)      | 24    | 0    | CF Valencia         |
| 2   | OB      | Míchel Salgado      | 22 października 1975(dts) | 13    | 0    | Real Madryt         |
| 3   | OB      | Agustín Aranzábal   | 15 marca 1973(dts)        | 18    | 0    | Real Sociedad       |
| 4   | PO      | Pep Guardiola       | 18 stycznia 1971(dts)     | 35    | 5    | FC Barcelona        |
| 5   | OB      | Abelardo Fernández  | 19 kwietnia 1970(dts)     | 45    | 3    | FC Barcelona        |
| 6   | OB      | Fernando Hierro     | 23 marca 1968(dts)        | 71    | 25   | Real Madryt         |
| 7   | PO      | Iván Helguera       | 28 marca 1975(dts)        | 6     | 0    | Real Madryt         |
| 8   | PO      | Fran                | 14 lipca 1969(dts)        | 14    | 2    | Deportivo La Coruña |
| 9   | NA      | Pedro Munitis       | 19 czerwca 1975(dts)      | 10    | 1    | Racing Santander    |
| 10  | NA      | Raúl                | 27 czerwca 1977(dts)      | 31    | 16   | Real Madryt         |
| 11  | NA      | Alfonso             | 26 września 1972(dts)     | 34    | 9    | Real Betis Sewilla  |
| 12  | OB      | Sergi               | 28 grudnia 1971(dts)      | 46    | 1    | FC Barcelona        |
| 13  | BR      | Iker Casillas       | 20 maja 1981(dts)         | 2     | 0    | Real Madryt         |
| 14  | PO      | Gerard              | 12 marca 1979(dts)        | 2     | 0    | CF Valencia         |
| 15  | PO      | Vicente Engonga     | 20 października 1965(dts) | 13    | 1    | Real Mallorca       |
| 16  | PO      | Gaizka Mendieta     | 27 marca 1974(dts)        | 13    | 2    | CF Valencia         |
| 17  | NA      | Joseba Etxeberria   | 5 września 1977(dts)      | 26    | 6    | Athletic Bilbáo     |
| 18  | OB      | Paco                | 18 kwietnia 1970(dts)     | 13    | 0    | Real Saragossa      |
| 19  | OB      | Juan Velasco        | 17 maja 1977(dts)         | 4     | 0    | Celta Vigo          |
| 20  | NA      | Ismael Urzaiz       | 7 października 1971(dts)  | 16    | 8    | Athletic Bilbáo     |
| 21  | PO      | Juan Carlos Valerón | 17 czerwca 1975(dts)      | 12    | 0    | Atlético Madryt     |
| 22  | BR      | José Molina         | 8 sierpnia 1970(dts)      | 8     | 0    | Atlético Madryt     |

## Grupa D

### Czechy
Trener:  Jozef Chovanec (ur. 7 marca 1960)
| Nr. | Pozycja | Piłkarz           | Data urodzenia            | Mecze | Gole | Klub                  |
| --- | ------- | ----------------- | ------------------------- | ----- | ---- | --------------------- |
| 1   | BR      | Pavel Srníček     | 10 marca 1968(dts)        | 31    | 0    | Sheffield Wednesday   |
| 2   | OB      | Tomáš Řepka       | 2 stycznia 1974(dts)      | 36    | 0    | ACF Fiorentina        |
| 3   | PO      | Radoslav Látal    | 6 stycznia 1970(dts)      | 43    | 0    | Schalke Gelsenkirchen |
| 4   | PO      | Pavel Nedvěd      | 30 sierpnia 1972(dts)     | 43    | 9    | Lazio Rzym            |
| 5   | OB      | Milan Fukal       | 16 maja 1975(dts)         | 6     | 1    | Sparta Praga          |
| 6   | OB      | Petr Vlček        | 18 października 1973(dts) | 15    | 0    | Slavia Praga          |
| 7   | PO      | Jiří Němec        | 15 maja 1966(dts)         | 59    | 1    | Schalke Gelsenkirchen |
| 8   | PO      | Karel Poborský    | 30 marca 1972(dts)        | 55    | 2    | Benfica Lizbona       |
| 9   | NA      | Pavel Kuka        | 19 lipca 1968(dts)        | 55    | 19   | VfB Stuttgart         |
| 10  | NA      | Jan Koller        | 30 marca 1973(dts)        | 14    | 13   | Anderlecht Bruksela   |
| 11  | PO      | Tomáš Rosický     | 4 października 1980(dts)  | 4     | 0    | Sparta Praga          |
| 12  | NA      | Vratislav Lokvenc | 27 września 1973(dts)     | 28    | 2    | Sparta Praga          |
| 13  | PO      | Radek Bejbl       | 29 sierpnia 1972(dts)     | 43    | 3    | Atlético Madryt       |
| 14  | PO      | Pavel Horváth     | 22 kwietnia 1975(dts)     | 10    | 0    | Slavia Praga          |
| 15  | OB      | Marek Jankulovski | 9 maja 1977(dts)          | 1     | 0    | Baník Ostrawa         |
| 16  | BR      | Ladislav Maier    | 4 stycznia 1966(dts)      | 5     | 0    | Rapid Wiedeń          |
| 17  | NA      | Vladimír Šmicer   | 24 maja 1973(dts)         | 40    | 16   | FC Liverpool          |
| 18  | OB      | Jiří Novotný      | 7 kwietnia 1970(dts)      | 12    | 2    | Sparta Praga          |
| 19  | OB      | Karel Rada        | 2 marca 1971(dts)         | 34    | 4    | Slavia Praga          |
| 20  | PO      | Patrik Berger     | 10 listopada 1973(dts)    | 37    | 18   | FC Liverpool          |
| 21  | OB      | Petr Gabriel      | 17 maja 1973(dts)         | 8     | 1    | Sparta Praga          |
| 22  | BR      | Jaromír Blažek    | 29 grudnia 1972(dts)      | 1     | 0    | Sparta Praga          |

### Dania
Trener:  Bo Johansson (ur. 28 listopada 1942)
| Nr. | Pozycja | Piłkarz             | Data urodzenia           | Mecze | Gole | Klub                  |
| --- | ------- | ------------------- | ------------------------ | ----- | ---- | --------------------- |
| 1   | BR      | Peter Schmeichel    | 18 listopada 1963(dts)   | 121   | 1    | Sporting Lizbona      |
| 2   | OB      | Michael Schjønberg  | 19 stycznia 1967(dts)    | 41    | 3    | FC Kaiserslautern     |
| 3   | OB      | René Henriksen      | 27 sierpnia 1969(dts)    | 17    | 0    | Panathinaikos Ateny   |
| 4   | OB      | Jes Høgh            | 7 maja 1966(dts)         | 57    | 1    | Chelsea Londyn        |
| 5   | OB      | Jan Heintze         | 17 sierpnia 1963(dts)    | 62    | 3    | PSV Eindhoven         |
| 6   | OB      | Thomas Helveg       | 24 czerwca 1971(dts)     | 50    | 2    | AC Milan              |
| 7   | PO      | Allan Nielsen       | 13 marca 1971(dts)       | 34    | 7    | Tottenham Hotspur     |
| 8   | NA      | Jesper Grønkjær     | 12 sierpnia 1977(dts)    | 9     | 0    | Ajax Amsterdam        |
| 9   | NA      | Jon Dahl Tomasson   | 29 sierpnia 1976(dts)    | 18    | 8    | Feyenoord Rotterdam   |
| 10  | PO      | Martin Jørgensen    | 6 października 1975(dts) | 23    | 3    | Udinese Calcio        |
| 11  | NA      | Ebbe Sand           | 19 lipca 1972(dts)       | 24    | 5    | Schalke Gelsenkirchen |
| 12  | OB      | Søren Colding       | 2 września 1972(dts)     | 23    | 0    | Brøndby IF            |
| 13  | OB      | Martin Laursen      | 26 lipca 1977(dts)       | 3     | 0    | Hellas Verona         |
| 14  | PO      | Brian Steen Nielsen | 28 grudnia 1968(dts)     | 50    | 2    | Akademisk BK          |
| 15  | PO      | Stig Tøfting        | 14 sierpnia 1969(dts)    | 19    | 2    | MSV Duisburg          |
| 16  | BR      | Thomas Sørensen     | 12 czerwca 1976(dts)     | 1     | 0    | AFC Sunderland        |
| 17  | PO      | Bjarne Goldbæk      | 6 października 1968(dts) | 23    | 0    | Fulham Londyn         |
| 18  | NA      | Miklos Molnar       | 10 kwietnia 1970(dts)    | 17    | 2    | Kansas City Wizards   |
| 19  | PO      | Morten Bisgaard     | 25 czerwca 1974(dts)     | 3     | 0    | Udinese Calcio        |
| 20  | PO      | Thomas Gravesen     | 11 marca 1976(dts)       | 6     | 0    | Hamburger SV          |
| 21  | NA      | Mikkel Beck         | 12 maja 1973(dts)        | 17    | 3    | Aalborg BK            |
| 22  | BR      | Peter Kjær          | 5 listopada 1965(dts)    | 0     | 0    | Silkeborg IF          |

### Francja
Trener:  Roger Lemerre (ur. 18 czerwca 1941)
| Nr. | Pozycja | Piłkarz            | Data urodzenia            | Mecze | Gole | Klub                |
| --- | ------- | ------------------ | ------------------------- | ----- | ---- | ------------------- |
| 1   | BR      | Bernard Lama       | 7 kwietnia 1963(dts)      | 42    | 0    | Paris Saint-Germain |
| 2   | OB      | Vincent Candela    | 24 października 1973(dts) | 21    | 1    | AS Roma             |
| 3   | OB      | Bixente Lizarazu   | 9 grudnia 1969(dts)       | 54    | 2    | Bayern Monachium    |
| 4   | PO      | Patrick Vieira     | 23 czerwca 1976(dts)      | 24    | 0    | Arsenal Londyn      |
| 5   | OB      | Laurent Blanc      | 19 listopada 1965(dts)    | 90    | 15   | Inter Mediolan      |
| 6   | PO      | Youri Djorkaeff    | 9 marca 1968(dts)         | 62    | 24   | FC Kaiserslautern   |
| 7   | PO      | Didier Deschamps   | 15 października 1968(dts) | 95    | 4    | Chelsea Londyn      |
| 8   | OB      | Marcel Desailly    | 7 września 1968(dts)      | 66    | 2    | Chelsea Londyn      |
| 9   | NA      | Nicolas Anelka     | 14 marca 1979(dts)        | 12    | 4    | Real Madryt         |
| 10  | PO      | Zinedine Zidane    | 23 czerwca 1972(dts)      | 54    | 11   | Juventus Turyn      |
| 11  | PO      | Robert Pires       | 29 października 1973(dts) | 35    | 5    | Olympique Marsylia  |
| 12  | NA      | Thierry Henry      | 17 sierpnia 1977(dts)     | 16    | 5    | Arsenal Londyn      |
| 13  | NA      | Sylvain Wiltord    | 10 maja 1974(dts)         | 13    | 4    | Girondins Bordeaux  |
| 14  | PO      | Johan Micoud       | 24 lipca 1973(dts)        | 6     | 0    | Girondins Bordeaux  |
| 15  | OB      | Lilian Thuram      | 1 stycznia 1972(dts)      | 57    | 2    | AC Parma            |
| 16  | BR      | Fabien Barthez     | 28 czerwca 1971(dts)      | 33    | 0    | AS Monaco           |
| 17  | PO      | Emmanuel Petit     | 22 września 1970(dts)     | 38    | 3    | Arsenal Londyn      |
| 18  | OB      | Frank Lebœuf       | 22 stycznia 1968(dts)     | 29    | 4    | Chelsea Londyn      |
| 19  | PO      | Christian Karembeu | 3 grudnia 1970(dts)       | 43    | 1    | Real Madryt         |
| 20  | NA      | David Trezeguet    | 15 października 1977(dts) | 18    | 6    | AS Monaco           |
| 21  | NA      | Christophe Dugarry | 24 marca 1972(dts)        | 39    | 6    | Girondins Bordeaux  |
| 22  | BR      | Ulrich Ramé        | 19 września 1972(dts)     | 2     | 0    | Girondins Bordeaux  |

### Holandia
Trener:  Frank Rijkaard (ur. 30 września 1962)
| Nr. | Pozycja | Piłkarz                  | Data urodzenia            | Mecze | Gole | Klub                |
| --- | ------- | ------------------------ | ------------------------- | ----- | ---- | ------------------- |
| 1   | BR      | Edwin van der Sar        | 29 października 1970(dts) | 47    | 0    | Juventus Turyn      |
| 2   | OB      | Michael Reiziger         | 3 maja 1973(dts)          | 40    | 1    | FC Barcelona        |
| 3   | OB      | Jaap Stam                | 17 lipca 1972(dts)        | 32    | 3    | Manchester United   |
| 4   | OB      | Frank de Boer            | 15 maja 1970(dts)         | 76    | 7    | FC Barcelona        |
| 5   | PO      | Boudewijn Zenden         | 15 sierpnia 1976(dts)     | 21    | 3    | FC Barcelona        |
| 6   | PO      | Clarence Seedorf         | 1 kwietnia 1976(dts)      | 49    | 7    | Inter Mediolan      |
| 7   | PO      | Phillip Cocu             | 29 października 1970(dts) | 41    | 4    | FC Barcelona        |
| 8   | PO      | Edgar Davids             | 13 marca 1973(dts)        | 30    | 4    | Juventus Turyn      |
| 9   | NA      | Patrick Kluivert         | 1 lipca 1976(dts)         | 40    | 23   | FC Barcelona        |
| 10  | NA      | Dennis Bergkamp          | 10 maja 1969(dts)         | 74    | 37   | Arsenal Londyn      |
| 11  | PO      | Marc Overmars            | 29 marca 1973(dts)        | 55    | 11   | Arsenal Londyn      |
| 12  | OB      | Giovanni van Bronckhorst | 5 lutego 1975(dts)        | 16    | 1    | Glasgow Rangers     |
| 13  | OB      | Bert Konterman           | 14 stycznia 1971(dts)     | 9     | 0    | Feyenoord Rotterdam |
| 14  | NA      | Peter van Vossen         | 21 kwietnia 1968(dts)     | 29    | 9    | Feyenoord Rotterdam |
| 15  | PO      | Paul Bosvelt             | 26 marca 1970(dts)        | 3     | 0    | Feyenoord Rotterdam |
| 16  | PO      | Ronald de Boer           | 15 maja 1970(dts)         | 58    | 12   | FC Barcelona        |
| 17  | NA      | Pierre van Hooijdonk     | 29 listopada 1969(dts)    | 20    | 7    | Vitesse Arnhem      |
| 18  | BR      | Ed de Goey               | 20 grudnia 1966(dts)      | 32    | 0    | Chelsea Londyn      |
| 19  | OB      | Arthur Numan             | 14 grudnia 1969(dts)      | 38    | 0    | Glasgow Rangers     |
| 20  | PO      | Aron Winter              | 1 marca 1967(dts)         | 81    | 6    | Ajax Amsterdam      |
| 21  | NA      | Roy Makaay               | 9 marca 1975(dts)         | 6     | 0    | Deportivo La Coruña |
| 22  | BR      | Sander Westerveld        | 23 października 1974(dts) | 2     | 0    | FC Liverpool        |